# Abtsregt
Abtsregt est une ancienne commune néerlandaise de la Hollande-Méridionale. De nos jours, son territoire appartient à la commune de Delft.

## Histoire
Au Moyen Âge, Abtsregt était une seigneurie qui dépendait de l'abbé d'Egmond. Lors d'un décès d'un habitant de la seigneurie, l'abbé avait le droit de choisir le meilleur objet de l'héritage du défunt, à condition que ce décès ait eu lieu sur le territoire de la seigneurie d'Abtsregt même. Ce droit a existé jusqu'en 1593, lorsque les habitants ont racheté ce droit aux seigneurs des États de Hollande et de Frise-Occidentale pour la somme de 600 florins.
Entre 1812 et 1817, la commune a été rattachée à celle de Pijnacker. En 1840, la commune comptait 23 maisons et 170 habitants. Abtsregt n'était alors qu'un ensemble de maisons et de fermes dispersées au sud de Delft. Une partie du hameau et du polder d'Abtswoude faisait également partie de la commune.
La commune ne possédait ni église ni école. Ses habitants fréquentaient les églises de Schipluiden ; les enfants étaient scolarisés à Schipluiden, à Delft et à Delfgauw.
Le 1er septembre 1855, Abtsregt est rattaché à la commune de Vrijenban.